# PR-340
A Rodovia PR-340 é uma estrada pertencente ao governo do Paraná que liga o litoral do Estado até a cidade de Jardim Olinda (a cidade mais ao norte em todo o Paraná), quase na divisa com o Estado de São Paulo.  Seu trajeto coincide com o da BR-376 por quase 117 km, de Ortigueira a Apucarana.  Em seguida, seu trajeto passa a coincidir por outros 62 km com o trajeto da PR-170, de Apucarana até o acesso à cidade de Jaguapitã.  Principalmente no início da rodovia, mais próximo ao litoral, existem vários trechos que estão apenas planejados.

## Denominações
- Rodovia Deputado Miguel Bufara, no trecho entre o entroncamento com a PR-408 e o entroncamento com a PR-405, na localidade de Cacatu, de acordo com a Lei Estadual 7.198 de 13/09/1979.
- Rodovia Guataçara Borba Carneiro, no trecho entre Castro e Tibagi, de acordo com a Lei Estadual 8.369 de 14/10/1986.
- Rodovia Nestor Ananias da Cruz, no trecho entre Jaguapitã e Guaraci, de acordo com a Lei Estadual 10.417 de 02/08/1993.
- Rodovia Francisco Sady de Brito, no trecho entre Tibagi e Telêmaco Borba, de acordo com a Lei Estadual 12.804 de 21/12/1999.
- Rodovia Wilson Bueno de Camargo, no trecho entre Telêmaco Borba e Ortigueira, de acordo com a Lei Estadual 18.625 de 23/11/2015.[2][3]

## Trechos da Rodovia
A rodovia possui uma extensão total de aproximadamente 630,7 km (incluindo os trechos coincidentes com os das rodovias acima mencionadas), podendo ser dividida em 45 trechos, conforme listados a seguir:
| Ponto de referência                                         | Extensão do trecho | Extensão acumulada | Situação        |
| ----------------------------------------------------------- | ------------------ | ------------------ | --------------- |
| Entroncamento BR-101/PR-408 (Antonina)                      | ---                | 0 km               | ---             |
| Entroncamento PR-405 (Cacatu)                               | 16,6 km            | 16,6 km            | Pavimentado     |
| Cachoeira de Cima                                           | 10,1 km            | 26,7 km            | Pavimentado     |
| Começo do Pavimento                                         | 0,4 km             | 27,1 km            | Não pavimentado |
| Bairro Alto (Cachoeira de Cima)                             | 0,9 km             | 28,0 km            | Pavimentado     |
| Entroncamento BR-116                                        | 10 km              | 38,0 km            | Planejado       |
| Entroncamento BR-476 (Tunas do Paraná)                      | 42 km              | 80,0 km            | Planejado       |
| Entroncamento BR-373 e PR-092 (Cerro Azul)                  | 30,4 km            | 110,4 km           | Não pavimentado |
| Entroncamento PR-090 (Capão Alto)                           | 77 km              | 187,4 km           | Planejado       |
| Castrolanda                                                 | 8,5 km             | 195,9 km           | Pavimentado     |
| Entroncamento PR-151 (Castro)                               | 7,8 km             | 203,7 km           | Pavimentado     |
| Tibagi                                                      | 60,6 km            | 264,3 km           | Pavimentado     |
| Entroncamento BR-153                                        | 3,8 km             | 268,1 km           | Pavimentado     |
| Entroncamento PR-160/PR-239 (A) (Telêmaco Borba)            | 33 km              | 301,1 km           | Pavimentado     |
| Entroncamento PR-160/PR-239 (B)                             | 2,15 km            | 303,25 km          | Pavimentado     |
| Trecho pavimentado                                          | 21,8 km            | 325,05 km          | Em pavimentação |
| Volta da estrada de chão                                    | 2,2 km             | 327,25 km          | Pavimentado     |
| Ortigueira                                                  | 13,7 km            | 340,95 km          | Em pavimentação |
| Início do trecho coincidente com a BR-376                   | 1,35 km            | 342,3 km           | Pavimentado     |
| Início do perímetro urbano -- Bairro dos França             | 16,5 km            | 358,8 km           | Pavimentado     |
| Fim do perímetro urbano -- Bairro dos França                | 5,7 km             | 364,5 km           | Duplicado       |
| Início da pista dupla                                       | 13,3 km            | 377,8 km           | Pavimentado     |
| Entroncamento BR-272/PR-445                                 | 20,3 km            | 398,1 km           | Duplicado       |
| Mauá da Serra                                               | 4,6 km             | 402,7 km           | Duplicado       |
| Entroncamento PR-539 (Marilândia do Sul)                    | 23,2 km            | 425,9 km           | Duplicado       |
| Fim da pista dupla                                          | 6,8 km             | 432,7 km           | Duplicado       |
| Califórnia                                                  | 5,5 km             | 438,2 km           | Pavimentado     |
| Entroncamento PR-532                                        | 4,6 km             | 442,8 km           | Duplicado       |
| Fim do trecho coincidente com a BR-376 (acesso a Apucarana) | 4,2 km             | 447,0 km           | Duplicado       |
| Entroncamento BR-369                                        | 11,7 km            | 458,7 km           | Pavimentado     |
| Entroncamento PR-170                                        | 1 km               | 459,7 km           | Pavimentado     |
| Entroncamento BR-369                                        | 11,9 km            | 471,6 km           | Pavimentado     |
| Entroncamento PR-444 (Arapongas)                            | 16,5 km            | 488,1 km           | Duplicado       |
| Contorno de Rolândia                                        | 3,9 km             | 492,0 km           | Duplicado       |
| Entroncamento BR-369/PR-170 (Rolândia)                      | 4,5 km             | 496,5 km           | Pavimentado     |
| Entroncamento PR-547 (São Martinho)                         | 14,1 km            | 510,6 km           | Pavimentado     |
| Entroncamento PR-170                                        | 11,1 km            | 521,7 km           | Pavimentado     |
| Entroncamento PR-454 (Jaguapitã)                            | 4,9 km             | 526,6 km           | Pavimentado     |
| Entroncamento PR-448/PR-458 (Guaraci)                       | 20,9 km            | 547,5 km           | Pavimentado     |
| Entroncamento PR-542                                        | 1,9 km             | 549,4 km           | Pavimentado     |
| Entroncamento PR-450 (Centenário do Sul)                    | 16,1 km            | 565,5 km           | Pavimentado     |
| Entroncamento PR-543 (Lupionópolis)                         | 12,3 km            | 577,8 km           | Pavimentado     |
| Entroncamento PR-317/PR-463                                 | 11,1 km            | 588,9 km           | Pavimentado     |
| Santo Inácio                                                | 1,5 km             | 590,4 km           | Duplicado       |
| Santa Inês                                                  | 14,1 km            | 604,5 km           | Pavimentado     |
| Entroncamento PR-542 (Itaguajé)                             | 7,6 km             | 612,1 km           | Pavimentado     |
| Entroncamento PR-464                                        | 10 km              | 622,1 km           | Pavimentado     |
| Jardim Olinda                                               | 7,6 km             | 629,7 km           | Pavimentado     |
| Divisa PR/SP - Sandovalina (São Paulo)                      | 1 km               | 630,7 km           | Planejado       |

Extensão construída: 500,7 km (79,39%)
Extensão pavimentada: 434,4 km (68,88%)
Extensão duplicada: 91,3 km (14,48%)

## Municípios atravessadas pela rodovia
- Antonina

- trecho interrompido -
- Tunas do Paraná
- Cerro Azul

- trecho interrompido -
- Castro
- Tibagi
- Telêmaco Borba
- Ortigueira
- Mauá da Serra
- Marilândia do Sul
- Califórnia
- Apucarana
- Arapongas
- Rolândia
- Jaguapitã
- Guaraci
- Centenário do Sul
- Lupionópolis
- Santo Inácio
- Santa Inês
- Itaguajé
- Jardim Olinda